# Lena Meyer-Landrut

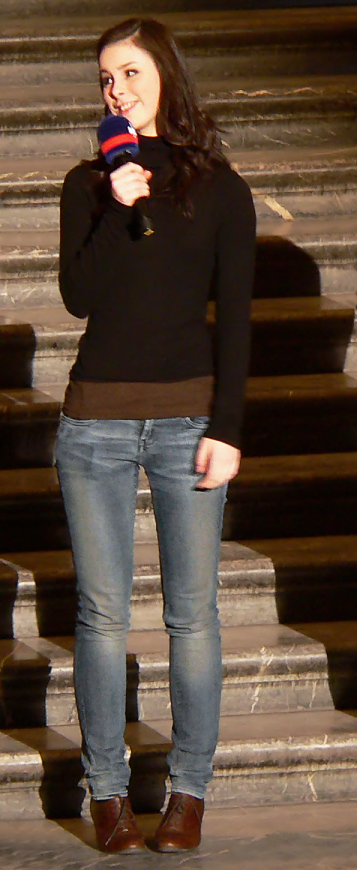
Lena Meyer-Landrut

Lena Johanna Therese Meyer-Landrut (* 23. května 1991 Hannover), známější jako Lena, je německá zpěvačka, známá především díky vítězství na Eurovision Song Contest 2010 v Oslu s písní „Satellite“. O rok později znovu reprezentovala Německo na Eurovizi v Düsseldorfu, kde s písní „Taken By A Stranger“ obsadila 10. místo.
Její první tři singly obsadily místa v nejlepší pětici německé hitparády, píseň „Satellite“ se s dvojnásobnou platinovou deskou stala digitálně nejprodávanějším singlem v Německu.
Dodnes Lena vydala šest alb – My Cassette Player, Good News, Stardust, Crystal Sky, Only Love, L a Loyal to Myself. Debutového alba, oceněného pěti zlatými deskami, se jen v Německu prodalo 500 000 kopií.
Na MTV Europe Music Awards 2011 byla vyhlášena německým a evropským počinem roku.
Je slavná taky tím, že je porotcem v soutěži The Voice Kids a je tam nejdéle ze všech porotců.

## Život
Lena Meyer-Landrut se narodila v Hannoveru. Je vnučkou Andrease Meyer-Landruta, estonského Němce, diplomata v Sovětském svazu. a Hanny Karatsony von Hodos, maďarské šlechtičny.
Od pěti let docházela na hodiny tance včetně baletu, později se začala zajímat o hip-hop a jazz dance. V mládí hrála řadu malých rolí v německých televizních seriálech. V červnu 2010 složila na všeobecné škole IGS Roderbruch v Hanoveru maturitní zkoušku. V interview přiznala, že původně plánovala studium herectví a nepovažuje za samozřejmé, že bude profesionální hudebnicí po zbytek života. Mezi její vzory patří Adele, Kate Nash, Vanessa Carlton, Clueso či Wir sind Helden.

## Kariéra

### Unser Star für Oslo
Počátkem roku 2010 se Lena přihlásila do talentové show vysílatelů ARD a ProSieben Unser Star für Oslo, která měla za úkol vybrat reprezentanta Německa na Eurovizi 2010 v Oslu. Lena byla s devatenácti dalšími vybrána z 4 500 uchazečů.

„Ráda se zkouším. Zajímá mě, jak mě vnímá okolí a chtěla jsem slyšet názory odborníků. Sama se posoudit nedovedu.“
(Lena o pohnutkách přihlášení se)

Po prvním vystoupení s písní „My Same“ od Adele Lena sklidila chválu od porotců soutěže a stala se okamžitě favoritem. Singl se díky ní následující týden dostal na 61. místo německé hitparády. Podobně se to povedlo všem cover-verzím, jejichž interpretace Lenu dovedly až do finálového kola. Zde Lena 12. března představila tři písně, které byly sepsány speciálně pro Lenu a její soupeřku Jennifer Braun, „Bee“, „Love Me“ a „Satellite“, z nichž televizní diváci vybrali pro účast v soutěži „Satellite“ v podání Leny. Videoklip k písni byl natočen několik hodin po finále a o čtyři dny později byl představen v německé televizi.
Jediný den po vítězství v soutěži se všechny tři soutěžní písně dostaly na nejvyšší tři příčky německých iTunes – to se dosud žádnému jinému interpretovi nepodařilo. Během prvního týdne se singlu „Satellite“ prodalo 100 000 kopií, díky čemuž se stal digitálně nejrychleji se prodávající nahrávkou v Německu. Současně se její singly dostaly na první, třetí a čtvrté místo německého žebříčku písní, což se od jeho vzniku také nestalo. Po týdnu vítězná píseň obdržela zlatou desku, po měsíci platinovou. Na nejvyšší příčce zůstala šest týdnů.
Během soutěže Lena stále docházela do školy. Po skončení zkouškového období bylo 7. května 2010 vydáno debutové album My Cassette Player. Lena sama se podílela na textech pěti z osmi dosud neslyšených písní. Kromě nich debut obsahoval tři soutěžní písně a dvě předělávky. V hitparádě alb se objevil okamžitě na nejvyšší příčce. Tu dobyl také v Rakousku, ve Švýcarsku se dostal na třetí místo.

### Eurovision Song Contest

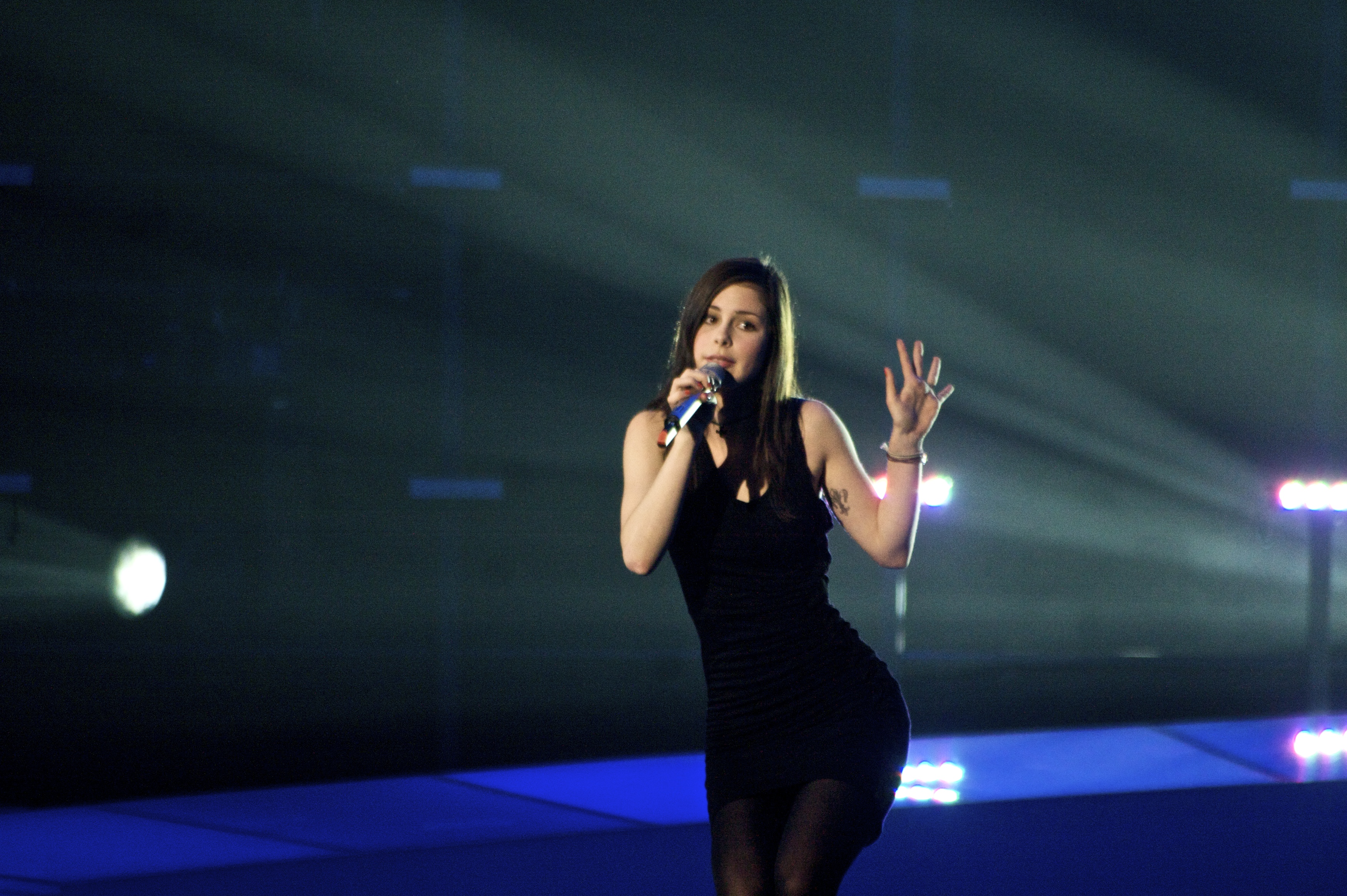
Lena na Eurovizi 2010 v Oslu

Před Eurovizí se Lena stala favoritkou bookmakerů, novinářů i fanoušků. Google ji zmínil coby nejvyhledávanější interpretku ročníku. Ve finále 29. května Lena vystoupila jako dvaadvacátá v pořadí. Při hlasování Německo obdrželo 246 bodů včetně devíti nejvyšších dvanáctibodových ohodnocení z Dánska, Estonska, Finska, Lotyšska, Norska, Slovenska, Španělska, Švédska a Švýcarska. Německo vyhrálo poprvé od roku 1982, zcela poprvé coby sjednocená země. Reprezentanty Turecka na druhém místě Lena porazila s náskokem 76 bodů. Její vítězství v Německu sledovalo 15 milionů diváků. Následující den Lenu po návratu domů přivítalo 40 000 obyvatel Hannoveru. V červnu se vítězná píseň opět dostala na první místo německé hitparády a nejvyšší příčku obsadila také v Norsku, Finsku, Dánsku, Švédsku, Švýcarsku a v žebříčku evropských singlů (jako vůbec první píseň z Eurovize).

### 2010–2011
V červnu se Lena podílela na německém dabingu animovaného filmu Sammyho dobrodružství. Tentýž měsíc německý veřejnoprávní vysílatel ARD oznámil, že Lena bude znovu soutěžit na Eurovizi, která se po vítězství Německa měla konat na domácí půdě. V lednu 2011 bylo uspořádáno televizní kolo Unser song für Deutschland. Všech dvanáct soutěžních písní pocházelo z druhého alba Leny Good News, které bylo vydáno 8. února. Týden poté obdrželo zlatou desku.
18. února diváci ve finále vybrali pro Lenu píseň „Taken By A Stranger“.
V dubnu se zpěvačka vydala na své první turné po německých městech. Vystupovala v největších koncertních síních v Berlíně, Hannoveru, Frankfurtu, Dortmundu, Lipsku, Mnichově, Stuttgartu a Kolíně.
14. května Lena vystoupila ve velkém finále Eurovize 2011 v Düsseldorfu. Nejprve se objevila v úvodním vystoupení s moderátorem Stefanem Raabem. Poté se přidala k soutěžícím a jako šestnáctá v pořadí představila svoji soutěžní píseň. V závěru hlasování Lena obsadila desáté místo se ziskem 107 bodů.

### 2012
V květnu Lena vystoupila jako nesoutěžní příspěvek v druhém semifinále Eurovize 2012 v Baku. Zde se k ní připojili ostatní vítězové posledních pěti ročníků, Marija Šerifović, Dima Bilan, Alexander Rybak a duo Ell & Nikki. Společně zazpívali píseň „Waterloo“ od skupiny ABBA.

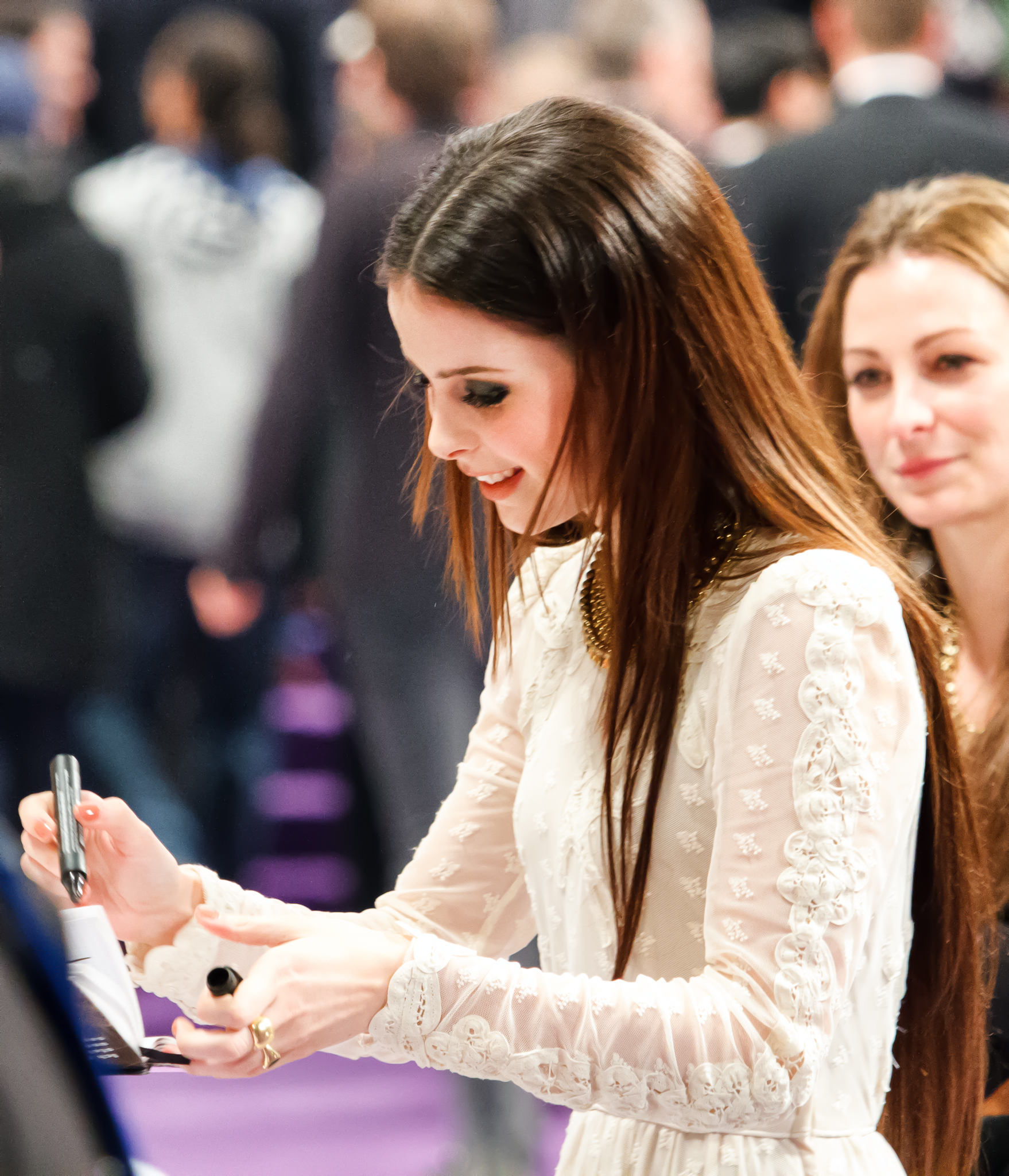
Lena Meyer-Landrut na předávání Echo Music Awards 2013

Počátkem srpna Lena oznámila vydání pilotního singlu nového alba Stardust. Píseň byla vydána 21. září a obdržela zlatou desku za prodej 150 000 kopií. 12. října se pak do obchodů dostalo samotné album, které debutovalo na druhém místě německé hitparády. Na přelomu července a srpna se Lena vydala na turné Lenas Wohnzimmer. Vystoupila v Mnichově, Hamburku, Kolíně a Berlíně. Od října bylo navíc možno slyšet její hlas v úvodní znělce německé verze pořadu Sezame, otevři se!. V listopadu se podílela na kompilačním dětském albu Giraffenaffen s předělávkou písně „Sjörövar Fabbe“ z filmové verze Pippi dlouhé punčochy.

### 2013
Prvního března byl v premiéře uveden videoklip k druhému singlu z alba Stardust, „Neon (Lonely People“. Zpěvačka ho natočila v Rathenau-Hallen v režii Bodeho Brodmüllera. Singl byl vydán o dva týdny později. Za videoklip „Stardust“ Lena 21. března při předávání Echo Awards obdržela ocenění. V dubnu uspořádala koncertní šňůru No ONe Can Catch Us Tour po německých klubech, současně se stala porotkyní v talentové soutěži The Voice Kids.
Třetí singl s názvem „Mr. Arrow Key“ byl vydán v polovině května.
Na Eurovizi 2013 byla Lena předsedkyní německé poroty a ve finále vyhlašovala výsledky německého hlasování.

### Fakjú pane učiteli 2
V roce 2015 Lena nazpívala singl s názvem „Wild & Free“, který byl použit do filmu Fakjú pane učiteli 2.

## Ocenění a nominace
| Rok  | Cena                            | Kategorie                                          | Za                    | Výsledek              |
| ---- | ------------------------------- | -------------------------------------------------- | --------------------- | --------------------- |
| 2010 | Eurovision Song Contest 2010    | 1. místo                                           | „Satellite“           | vítězství             |
| 2010 | Comet                           | Nováček roku                                       |                       | nominace              |
| 2010 | Goldene Henne Award             | Cena čtenářů magazínu SuperIllu: Rock/Pop/Schlager |                       | nominace              |
| 2010 | Goldene Henne Honor Award       | Ambassador of Charm                                | vítězství             |                       |
| 2010 | SWR3 New Pop Festival           | Nováček roku                                       | vítězství             |                       |
| 2010 | 1LIVE Krone                     | Nejlepší umělec                                    | vítězství             |                       |
| 2010 | 1LIVE Krone                     | Nejlepší singl                                     | vítězství             | „Satellite“           |
| 2010 | Bravo Otto                      | Nejlepší interpret                                 |                       | nominace              |
| 2011 | Goldene Kamera                  | Nejlepší německý interpret                         | vítězství             |                       |
| 2011 | Echo Music Awards               | Nejlepší německý nováček roku                      | vítězství             |                       |
| 2011 | Echo Music Awards               | Nejlepší německá interpretka                       | vítězství             |                       |
| 2011 | Echo Music Awards               | Radio Echo pro "Satellite"                         | „Satellite“           | nominace              |
| 2011 | Echo Music Awards               | Singl roku                                         | „Satellite“           | nominace              |
| 2011 | Echo Music Awards               | Album roku                                         | My Cassette Player    | nominace              |
| 2011 | Comet                           | Nejlepší interpretka                               |                       | vítězství             |
| 2011 | Comet                           | Nejlepší singl                                     | „Satellite“           | nominace              |
| 2011 | MTV Europe Music Awards         | Nejlepší německý počin                             |                       | vítězství             |
| 2011 | MTV Europe Music Awards         | Nejlepší evropský počin                            |                       | vítězství             |
| 2011 | MTV Europe Music Awards         | Nejlepší světový počin                             | nominace              |                       |
| 2011 | 1LIVE Krone                     | Nejlepší singl                                     | nominace              | „Taken by a Stranger“ |
| 2012 | MTV Germany Jahresvoting 2011   | Královna popu                                      |                       | vítězství             |
| 2012 | Echo Music Awards               | Nejlepší videoklip                                 | „Taken by a Stranger“ | vítězství             |
| 2012 | Echo Music Awards               | Nejlepší německá interpretka                       |                       | vítězství             |
| 2012 | 1LIVE Krone                     | Nejlepší singl                                     | Stardust              | vítězství             |
| 2012 | Bravo Otto                      | Nejlepší interpretka                               |                       | nominace              |
| 2013 | Echo Music Awards               | Nejlepší německá interpretka                       |                       | nominace              |
| 2013 | Echo Music Awards               | Nejlepší videoklip                                 | Stardust              | vítězství             |
| 2013 | Nickelodeon Kids' Choice Awards | Oblíbený interpret (Německo, Rakousko, Švýcarsko)  |                       | nominace              |
| 2013 | Radio Regenbogen Award          | Cena posluchačů                                    |                       | nominace              |

## Diskografie

### Alba
- 2010: My Cassette Player
- 2011: Good News
- 2012: Stardust
- 2015: Crystal Sky
- 2019: Only Love
- 2024: Loyal to Myself

### Videoalba
- 2011: Good News Live

### Oficiální singly
- 2010: „Satellite“
- 2010: „Touch A New Day“
- 2011: „Taken By A Stranger“
- 2011: „What A Man“
- 2012: „Stardust“
- 2013: „Neon (Lonely People)“
- 2013: „Mr. Arrow Key“
- 2015: „Traffic Lights“
- 2015: „Wild And Free“
- 2016: „Beat To My Melody“
- 2017: „Lost In You“
- 2017: „If I Wasn't Your Daughter“

### Promo singly
- 2010: „Bee“
- 2010: „Love Me“